# Brelaar-Heide
Brelaar-Heide, ook wel geschreven als Brelaarheide, is een gehucht en een parochie in Paal, een deelgemeente van de Belgische stad Beringen. Het gehucht, dat ter plaatse kortweg "de Hei" genoemd wordt, heeft ruim 1000 inwoners.
Brelaar-Heide ligt ten westen van de dorpskern van Paal. Het grenst aan Tessenderlo, Deurne en Schaffen.

## Geschiedenis
Het gehucht Brelaar was tot in de 19e eeuw een klein, afgelegen landelijke gehucht. Toen de wegen naar Tessenderlo en de aftakking naar Deurne werden getrokken ontstond er eerst lintbebouwing langs deze wegen op de vroegere heidegebieden. Vanaf de tweede helft van de 20e eeuw groeide Paal snel door de nabijheid van de steenkoolindustrie en ontstond er een kleine kern aan het kruispunt van deze wegen.
In de jaren 1960 was deze kern, die de naam Brelaar-Heide gekregen had, voldoende gegroeid om er met een wijkschool te starten. In 1965 werd er een hulpparochie gesticht die toegewijd is aan Onze-Lieve-Vrouw en datzelfde jaar werd ook de kerk in gebruik genomen. Brelaar-Heide is steeds een hulpparochie van de centrumparochie van Paal gebleven. De bevolking van het gehucht blijft snel aangroeien.

## Bezienswaardigheden

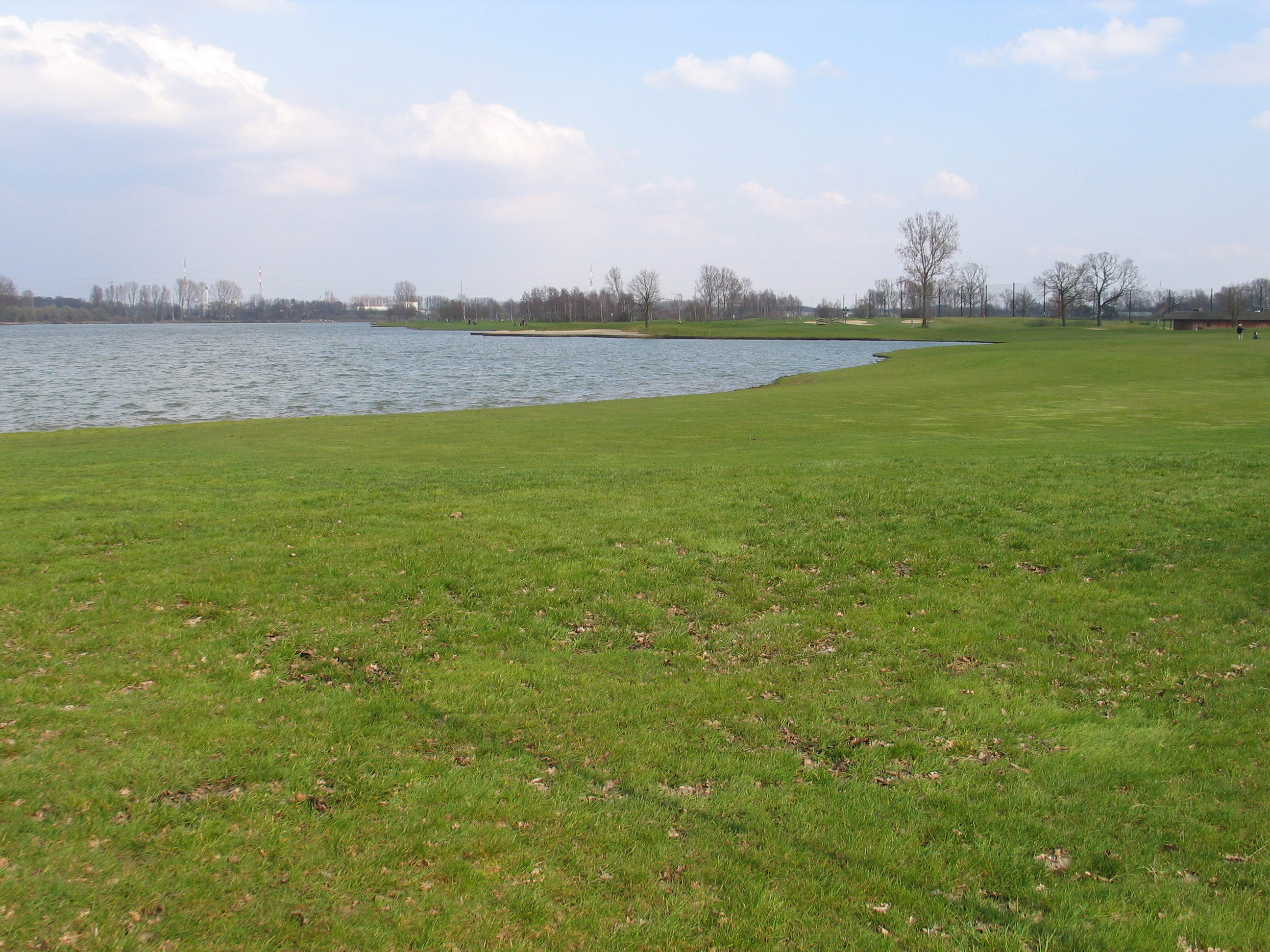
De Paalse Plas

- Recreatiegebied de Paalse Plas met visvijvers, een zeilplas en een golfterrein. Er is een fietsinrijpunt van het fietsroutenetwerk met een infokiosk.
- De studio's van Radio Benelux zijn in Brelaar-Heide gevestigd

## Evenement
Elk jaar wordt op kerstdag in Brelaarheide een kerstmarkt georganiseerd.
Deelgemeenten: Beringen · Beverlo · Koersel · Paal

Overige kernen: Beringen-Mijn · Brelaar-Heide · Korspel · Stal · Tervant

Belgische gemeenten · Arrondissement Hasselt · Limburg · Vlaanderen